# Lea Thompson
Lea Katherine Thompson (Rochester, Minnesota, 1961. május 31. –) amerikai színésznő, filmrendező.
Leghíresebb szerepe Lorraine Baines McFly, a főszereplő Marty McFly édesanyja a Vissza a jövőbe-trilógiában (1985–1990). Játszott a Tökéletes mozdulatok (1983), a Vörös hajnal (1984), a Howard, a kacsa (1986), a Valami kis szerelem (1987), a Dennis, a komisz (1993) és a Beverly Hill-dili (1993) című filmekben.
Az 1990-es években a Caroline New Yorkban című szituációs komédia címszereplője volt. 2011 és 2017 között az Elcserélt lányok drámasorozatban szerepelt.

## Fiatalkora
Szülei Barbara és Cliff Thompson. Egy bátyja és egy nővére van. Kislánykorában balettozott, 3-4 órát gyakorolt mindennap. 14 éves korára profi módon tudott táncolni. Több neves balettiskola ajánlott fel neki ösztöndíjat.
Az ABT művészeti vezetője, Mikhail Baryshnikov szerint Lea „gyönyörű táncos, de túl zömök.” Emiatt, valamint néhány kisebb korábbi sérülésnek köszönhetően úgy döntött, feladja a táncot és színészi karrierbe kezd. New Yorkba költözött, és 20 évesen számos Burger King reklámban szerepelt Elisabeth Shue-val.

## Színészi pályafutása
Első jelentősebb filmszerepeit 1983-ban kapta a Cápa 3. és a Tökéletes mozdulatok című filmekben. Egy évvel később ezt követte a Vörös hajnal és a Szabadnak születtek. Leghíresebb szerepe Lorraine Baines McFly, Marty MyFly anyja a Vissza a jövőbe-trilógiában, 1985 és 1990 között.

## Magánélete
1989-ben feleségül ment Howard Deutch filmrendezőhöz, akivel a Valami kis szerelem című film forgatásán találkozott először. Két lányuk született, Madeleine (1991) és Zoey (1995). Kisebbik lányával együtt énekelt a színpadon, a Bye Bye Birdie című Broadway-színdarabban.
Korábban Dennis Quaid menyasszonya volt.

## Filmográfia

### Film
| Év   | Magyar cím               | Eredeti cím                     | Szerep                        | Magyar hang     |
| ---- | ------------------------ | ------------------------------- | ----------------------------- | --------------- |
| 1982 |                          | MysteryDisc: Murder, Anyone?    | Cecily 'Sissy' Loper          |                 |
| 1983 | Cápa 3.                  | Jaws 3-D                        | Kelly Ann Bukowski            | Somlai Edina    |
| 1983 | Tökéletes mozdulatok     | All the Right Moves             | Lisa Lietzke                  | Dóka Andrea     |
| 1984 | Vörös hajnal             | Red Dawn                        | Erica Mason                   | Dudás Eszter    |
| 1984 | Szabadnak születtek      | The Wild Life                   | Anita                         |                 |
| 1985 | Vissza a jövőbe          | Back to the Future              | Lorraine Baines-McFly         | Götz Anna       |
| 1986 | Űrtábor                  | SpaceCamp                       | Kathryn Fairly                | Somlai Edina    |
| 1986 | Howard, a kacsa          | Howard the Duck                 | Beverly Switzler              | Kökényessy Ági  |
| 1987 | Valami kis szerelem      | Some Kind of Wonderful          | Amanda Jones                  | Kökényessy Ági  |
| 1988 | Alkalom szüli a szexet   | Casual Sex?                     | Stacy                         | Báthory Orsolya |
| 1988 |                          | Yellow Pages                    | Marigold de la Hunt           |                 |
| 1988 | A magányosság varázslója | The Wizard of Loneliness        | Sybil                         | Csere Ágnes     |
| 1988 | A magányosság varázslója | The Wizard of Loneliness        | Sybil                         | Tóth Ildikó     |
| 1989 | Vissza a jövőbe II.      | Back to the Future Part II      | Lorraine McFly                | Götz Anna       |
| 1990 | Vissza a jövőbe III.     | Back to the Future Part III     | Maggie McFly / Lorraine McFly | Götz Anna       |
| 1992 | A 99-es paragrafus       | Article 99                      | Dr. Robin Van Dorn            | Tallós Rita     |
| 1993 | Dennis, a komisz         | Dennis the Menace               | Mrs. Alice Mitchell           | Tallós Rita     |
| 1993 | Beverly Hill-dili        | The Beverly Hillbillies         | Laura Jackson                 | Balogh Erika    |
| 1994 | A kis gézengúzok         | The Little Rascals              | Ms. Roberts                   |                 |
| 1998 |                          | The Unknown Cyclist             | Melissa Cavatelli             |                 |
| 2002 | A hal nem kacsint        | Fish Don't Blink                | Clara                         | Vadász Bea      |
| 2003 |                          | Haunted Lighthouse (rövidfilm)  | Peg Van Legge                 |                 |
| 2005 | Öregember nem vénember   | Come Away Home                  | Carol                         |                 |
| 2006 |                          | 10 Tricks                       | Grace                         |                 |
| 2007 | Álmom, Kalifornia        | California Dreaming             | Ginger Gainor                 | Zakariás Éva    |
| 2008 |                          | Spy School                      | Claire Miller                 |                 |
| 2008 | A te napod               | Senior Skip Day                 | Cathleen Harris               | Incze Ildikó    |
| 2008 |                          | Exit Speed                      | Maudie McMinn                 |                 |
| 2009 |                          | Balancing the Books             | Rebecca                       |                 |
| 2009 |                          | The Check (rövidfilm)           | Darla                         |                 |
| 2009 |                          | Rock Slyde                      | Master Bartologist            |                 |
| 2009 |                          | Splinterheads                   | Susan Frost                   |                 |
| 2010 |                          | I Was a 7th Grade Dragon Slayer | Laura                         |                 |
| 2010 |                          | Pork Chop Night (rövidfilm)     | társproducer                  |                 |
| 2011 | Vékony jég               | Thin Ice                        | Jo Ann Prohaska               | Csere Ágnes     |
| 2011 | Muffin polgármester      | Mayor Cupcake                   | Mary Maroni                   |                 |
| 2011 |                          | The Trouble with the Truth      | Emily                         |                 |
| 2011 | J. Edgar – Az FBI embere | J. Edgar                        | Lela Rogers                   | Bertalan Ágnes  |
| 2014 |                          | Ping Pong Summer                | Crandall Miracle              |                 |
| 2014 | Az otthagyottak          | Left Behind                     | Irene Steele                  | Ősi Ildikó      |
| 2016 |                          | The Dog Lover                   | Liz                           |                 |
| 2017 |                          | Literally, Right Before Aaron   | Deb                           |                 |
| 2017 | Egy különleges ember éve | The Year of Spectacular Men     | Deb Klein                     | Götz Anna       |
| 2018 | Sierra Burgess egy lúzer | Sierra Burgess Is a Loser       | Mrs. Burgess                  | Götz Anna       |
| 2018 |                          | Little Women                    | Marmee March                  |                 |
| 2019 |                          | You Are Here                    | Helen                         |                 |
| 2020 | Amerikai vacsora         | Dinner in America               | Betty                         |                 |
| 2021 |                          | Mark, Mary & Some Other People  | Aunty Carol                   |                 |
| 2022 |                          | Unplugging                      | Brenda Perkins                |                 |

## Fordítás
- Ez a szócikk részben vagy egészben  a   Lea Thompson című angol Wikipédia-szócikk fordításán alapul.  Az eredeti cikk szerkesztőit annak laptörténete sorolja fel. Ez a jelzés csupán a megfogalmazás eredetét és a szerzői jogokat jelzi, nem szolgál a cikkben szereplő információk forrásmegjelöléseként.